# Stella Maris (gens de mer)
Pour les articles homonymes, voir Stella Maris.
Stella Maris (littéralement en latin : « Étoile de Mer »), ou Apostolatus Maris, est une association internationale d’origine catholique d’entraide pour les marins du monde entier. La patronne de l'association est la Vierge Marie, d'où le nom de l'association qui reprend son titre latin Stella Maris (Marie, étoile de la mer).

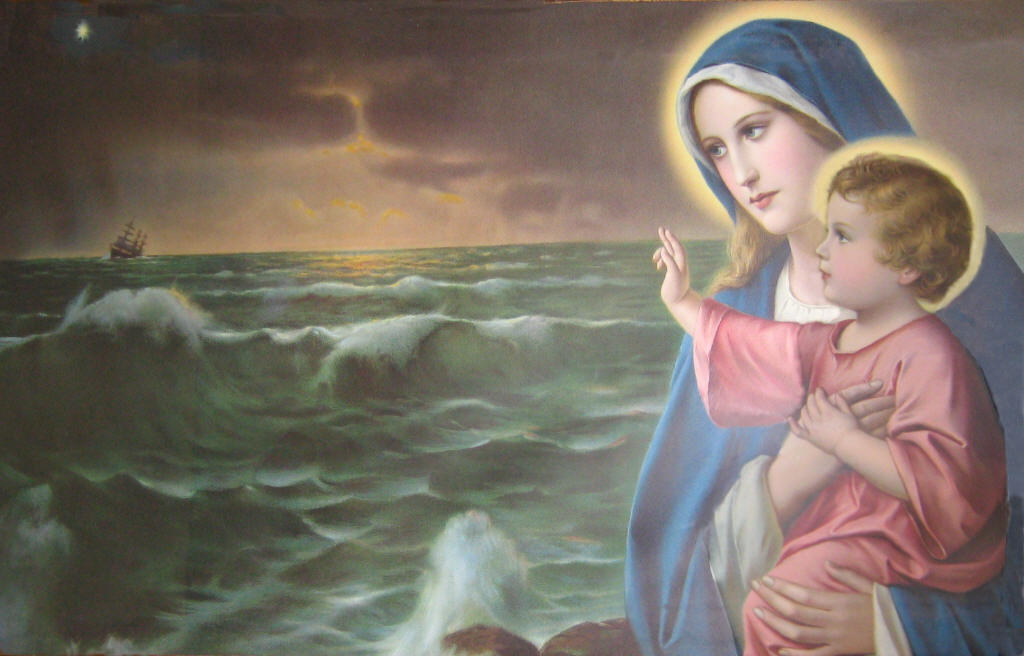
Notre Dame de la Mer, tableau anonyme, XIXe siècle.

Elle est créée en 1920 à Glasgow, au Royaume-Uni par Arthur Gannon et Peter Anson, sous le nom d'Apostleship of the Sea.  Elle reçoit la bénédiction du pape Pie XI en 1922,, sous le nom d'Apostolatus Maris. Cette reconnaissance par le Saint-Siège assure sa pérennité.
Elle œuvre pour un apostolat maritime catholique international.
Sa section française est la Mission de la mer.